# Processor Direct Slot

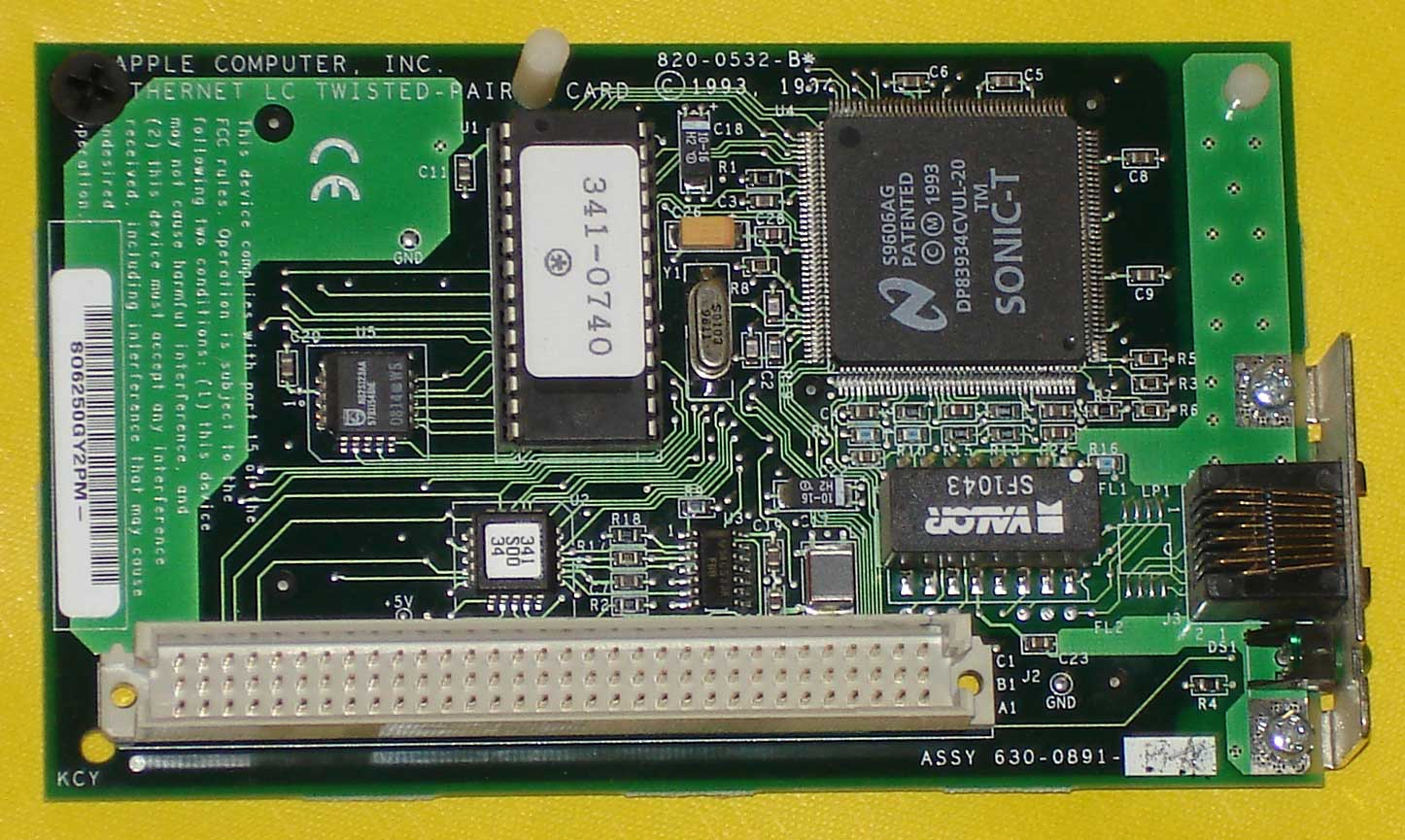
LC PDS イーサネットカード PDS コネクタは写真の左下。多くの拡張カードは垂直にロジックボードに挿入されるが、PDSカードは平行になるよう取り付けられる。

Processor Direct SlotまたはPDSはApple Computerのハードウェアに搭載されていた拡張スロット。いくつかのMacintoshモデルで採用された。
NuBusやPCIバスなどと異なりCPU直通のバスインターフェイスを採用していることにより、高速、簡略、柔軟というメリットがある一方、互換性はCPUバス仕様に大きく左右されるというデメリットがある。CPUを乗っ取るアクセラレータカードが多数製品がリリースされたのは、CPU直通という仕様を活かしたものである。

## 主な LC PDS 採用機種
- Macintosh LC および LCII
- Macintosh Color Classic
- Macintosh Performa 250

## 主な 030 PDS 採用機種
- Macintosh IIci、IIsi、IIvi および IIvx
- Macintosh Performa 600

## 主な LCIII PDS 採用機種

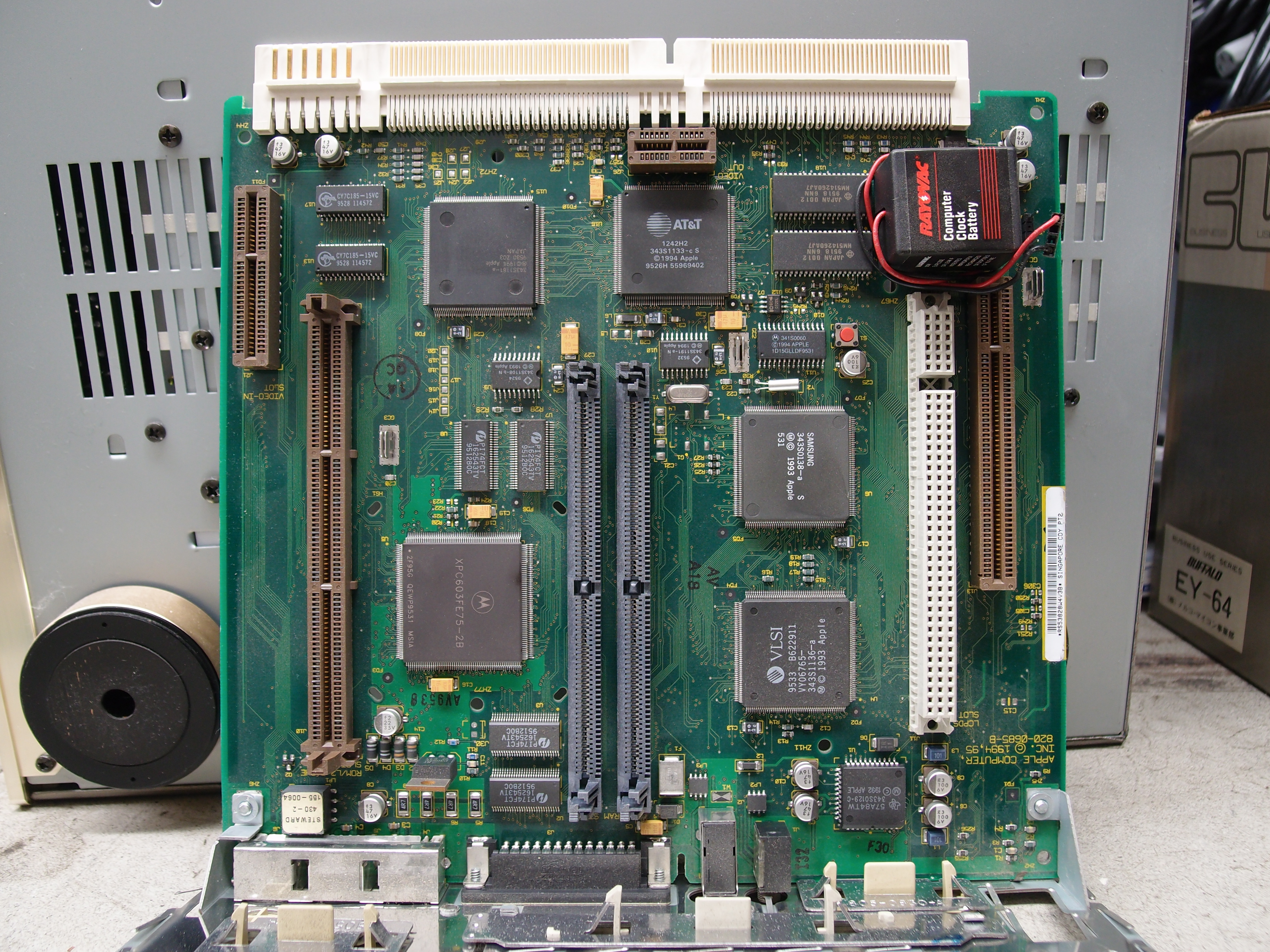
Power Macintosh 6200のロジックボード。右側の白いコネクタがLCIII PDSである。切り欠きで別れた数が少ないピン部分がLC PDSに追加された。

- Power Macintosh 6200のロジックボード。右側の白いコネクタがLCIII PDSである。切り欠きで別れた数が少ないピン部分がLC PDSに追加された。上記以外かつPCIバスを採用していないLCシリーズ、Performaシリーズ
- Macintosh Quadra 605
- Power Macintosh 6200、6300/120

## 主な 040 PDS 採用機種
- Macintosh Quadraシリーズ（605、660AVおよび840AVを除く）
- Macintosh Centris 610、650
- MC68040を採用したWorkgroup Serverシリーズ

## 主な 601 PDS 採用機種
- PowerPC 601を採用したPower Macintoshシリーズ
- PowerPC 601を採用したWorkgroup Serverシリーズ

## 上記以外の仕様のPDS 採用機種
- Macintosh SE[1]、SE/30、Portable[2]